# Xanthos der Lyder
Xanthos der Lyder (auch Xanthos von Sardes) war ein lydischer Geschichtsschreiber. Er lebte im 5. Jahrhundert v. Chr. und verfasste ein Werk mit dem Titel Lydiaká.
Über Xanthos' Leben ist nur wenig bekannt. Er stammte vermutlich aus Sardeis – allerdings berichtet die Suda, er sei in Milet geboren – und war Sohn eines gewissen Kandaules. Dionysios von Halikarnassos gibt an, er habe vor dem Peloponnesischen Krieg und noch zur Zeit des Thukydides gelebt.
Von den ursprünglich wohl aus vier Büchern bestehenden Lydiaká sind nur wenige, bis auf eines (F 16) indirekt überlieferte Fragmente erhalten geblieben, vor allem griechische Städtenamen über das geographische Lexikon des Stephanos von Byzanz, aber auch längere Stellen über Strabon. Den Ausgangspunkt der vorliegenden Überlieferung bildete wahrscheinlich eine Zusammenfassung des Werks, verfasst von einem gewissen Menippos. Die Originalität dieser Zusammenfassung war allerdings bereits unter den antiken Geschichtsschreibern umstritten. In seinem Werk beschrieb Xanthos die lydische Geschichte von der Frühzeit bis zum 6. Jahrhundert v. Chr. Er bezog ganz offenbar erstmals auch naturkundliche und sprachliche Untersuchungen in seine Überlegungen mit ein. Ein Beispiel dafür bietet Strabon, der Eratosthenes zitiert (F 12), wie er Xanthos ein Lob für die Erklärung des Umstands ausspricht, dass es zwei- oder dreitausend Stadien (320–500 km) vom Meer entfernt im Binnenland Landschaften gebe, wo man Muscheln und Salzwassersümpfe finde: 
„Xanthos nun sagt, daß unter Artaxerxes [465–425] eine große Dürre eingetreten sei, so daß Flüsse und Sümpfe und Brunnen austrockneten, er selbst aber habe weit entfernt vom Meer versteinerte Muscheln und auch die kammartigen Abdrücke von Cheramydeis [Muschelart] und einen Salzwassersumpf bei den Armeniern und den Matienern und im unteren Phrygien [gemeint ist die lydische Landschaft Katakekaumene] gesehen, weswegen er davon überzeugt sei, daß die Ebenen [dort] einmal ein Meer gewesen seien.“
Nicht nur diese zutreffende Hypothese, sondern auch die aus den Fragmenten zu erschließenden Untersuchungen der Sprachen im lydischen Raum zeigen Xanthos als durchaus selbst recherchierenden (Lokal-)Historiker, der allerdings sehr viele romanhaft ausgeschmückte Erzählungen in sein Werk eingebaut zu haben scheint – für eine wirklich fundierte Beurteilung (auch seines eventuellen Einflusses auf die Entwicklung der griechischen Geschichtsschreibung insgesamt) fehlt allerdings wegen der geringen Zahl der Fragmente die Grundlage.
Möglicherweise bildete die Einnahme von Sardeis durch Kyros II. im Jahr 547 v. Chr. das Ende seiner Darstellung. Das Werk war eine wichtige Quelle für Nikolaos von Damaskus, der sich allerdings wahrscheinlich auf eine im Hellenismus stark romanhaft ausgestaltete Fassung der Lydiaká gestützt haben dürfte.

## Textausgaben
- Felix Jacoby: Die Fragmente der griechischen Historiker (FGrH), Nr. 765.